# Limba ugaritică
Limba ugaritică este o limbă semitică nord-vestică vorbită în antichitate, cunoscută din textele ugaritice descoperite spre finalul anilor 1920 de către arheologii francezi în ruinele orașul Ugarit. Descoperirea limbii ugaritice a venit în ajutorul cercetătorilor biblici rezolvând anumite anomalii legate de textul iudaic și pe lângă aceasta deschizând porțile pentru studierea unei culturi înrudite cu cea a israeliților antici.